# Copidosoma mohelnense
Copidosoma mohelnense är en stekelart som beskrevs av Hoffer 1970. Copidosoma mohelnense ingår i släktet Copidosoma och familjen sköldlussteklar. Inga underarter finns listade i Catalogue of Life.